# Сульпиция Дриантилла
Сульпиция Дриантилла (лат. Sulpicia Dryantilla; ум. 260) — жена римского узурпатора Регалиана, давшего ей титул Августы, чтобы узаконить свои претензии.
Практически ничего не известно о ней за исключением того, что она была дочерью Клавдии Аммианы Дриантиллы и Сульпиция Поллиона, сенатора при императоре Каракалле. Сульпиция Дриантилла скорее всего умерла в 260 году вместе с мужем, когда он был убит роксоланами.